# (11350) Teresa
(11350) Teresa est un astéroïde de la ceinture principale.

## Description
(11350) Teresa est un astéroïde de la ceinture principale. Il fut découvert le 29 août 1997 à Costitx par Ángel López et Rafael Pacheco. Il présente une orbite caractérisée par un demi-grand axe de 2,93 UA, une excentricité de 0,11 et une inclinaison de 2,5° par rapport à l'écliptique.

## Compléments